# 待つわ
「待つわ」（まつわ）は、あみんの楽曲で、デビューシングル。1982年7月21日にPHILIPS RECORDS/日本フォノグラム（現：ユニバーサルミュージック）から発売された。

## 解説
あみんは当時、名古屋市千種区の椙山女学園大学星が丘キャンパスに通う現役の女子大生の岡村孝子・加藤晴子のデュオであった。第23回ヤマハポピュラーソングコンテスト（通称：ポプコン）において「待つわ」でグランプリを獲得、その後同曲がファースト・シングルとして採用され、デビューした。
1982年暮れの『第33回NHK紅白歌合戦』に「待つわ」で出演した。デビューからわずか5ヶ月ほどでの選出となった。この映像は、NHK番組公開ライブラリーでも視聴可能である。
あみんの活動休止後（1983年）、岡村は「待つわ」をソロで歌ったことはない。解散後、相手を変えて、あみんとしての活動を続行する話があったものの、加藤以外の人物と組むことは全く考えていなかったという。2002年の歌手デビュー20周年記念コンサート・ツアーでは、最終日9月6日・渋谷公会堂（当時の名称）公演に加藤がスペシャル・ゲストとして登場し、およそ20年ぶりに生で「待つわ」を披露した。なお、同公演では岡村と加藤のハーモニーが20年ぶりに新たな形となった「天晴な青空」（2002年）も披露されており、『Encore V 〜20th Anniversary Concert Tour, '02 DO MY BEST〜』としてDVD化もされている。
岡村が加藤を誘ったことがきっかけとなり、2007年には活動が再開された。復活第1弾シングルとして「待つわ」のリメイクを含む「ひまわり/待つわ'07」（2007年）を、7月25日には25年ぶりにして2作目のオリジナルアルバム『In the prime』をリリース。このアルバムには、本シングル盤B面曲のセルフカヴァー「未知標'07」も収録されている。同年、『第58回NHK紅白歌合戦』にも「待つわ」のリメイクで出場した。
また、あみんの1枚目のアルバム『P.S. あなたへ…』には、前奏がオルゴールの音から始まるアルバム・バージョンが収録されている。

## ヒット当時のエピソード
当時、名古屋地区のローカル番組『5時SATマガジン』（中京テレビ）の「ローカルスターベストテン」に“陽気なあみん”を名乗る女子大生デュオ（あみんの2人が通っていた椙山女学園とは別の大学に在学）が登場し、彼女たちの歌う「待つわ」を名古屋弁に訳した替え歌「待っとるがや」が披露された。
1982年のセ・リーグペナントレースは、中日と巨人が優勝争いを展開しており、巨人は全日程を終了しても順位が確定せず中日の結果待ちとなった（結果は中日が最終戦で勝ち優勝決定）。TBS『ザ・ベストテン』では、当時名古屋市中村区に所在していた中日ドラゴンズ合宿所からの生中継であみんが「待つわ」を歌ったこともある（その際共演していた当時の寮長・坪内道典の項目も参照のこと）。

## ミュージックビデオ
1982年当時に撮影されたPVでは、営団地下鉄半蔵門線の青山一丁目駅ホームや横浜市緑区のこどもの国が登場するシーンがある。

## 記録
デビューシングルながら、1982年のオリコン年間売上1位となるヒットを記録した。週間チャートでは6週（8月30日 - 10月4日付）にわたり1位を獲得しており、累計売上は120万枚を超える。
TBS系列の『ザ・ベストテン』では、8月26日放送分で第6位に初登場した。9月23日から10月14日放送分まで、4週にわたり1位を獲得し、合計12週に渡ってランクインした。

## CMでの起用
1998年、トヨタ自動車の「デュエット」のCMソングに起用された。
2011年9月下旬よりソフトバンクモバイルの『ULTRA Wi-Fi』のCMソングに起用された。
2019年、NTTドコモの「dポイントクラブ」のCMソングに起用された。
2023年4月、マクドナルド「『喫茶マック』で待ち合わせ」編のCMソングに採用された。歌唱は中島颯太（FANTASTICS from EXILE TRIBE）。

## 収録曲
- 全作詞・作曲:岡村孝子　編曲:萩田光雄 、Ebako J

1. 待つわ (4:24)
2. 未知標 (みちしるべ) (4:35)

## 楽曲の収録アルバム
- 待つわ
  - オリジナルアルバム未収録
  - ポプコン・スーパー・セレクション あみん ベスト
  - DO MY BEST （岡村孝子デビュー20周年記念ベスト）
  - P.P.S あなたへ…
- 待つわ（Album Version）
  - P.S. あなたへ…
  - P.P.S あなたへ…
- 待つわ'07
  - In the prime
- 未知標
  - オリジナルアルバム未収録
  - ポプコン・スーパー・セレクション あみん ベスト
  - P.P.S あなたへ…
- 未知標（岡村孝子ソロバージョン）
  - Andantino a tempo
  - Ballade
- 未知標'07
  - In the prime

## 「待つわ」のカバー
| アーティスト      | 収録作品                                          | 発売日         | 規格品番                    | 備考                   |
| ----------------- | ------------------------------------------------- | -------------- | --------------------------- | ---------------------- |
| W                 | 『デュオU&U』                                     | 2004年6月2日   | EPCE-5289                   |                        |
| CHiYO             | 『名曲集』                                        | 2006年8月23日  | TRAK-0042                   | 川嶋あいとデュエット。 |
| Acid Black Cherry | 『Recreation』                                    | 2008年5月21日  | AVCD-32103B                 |                        |
| Acid Black Cherry | 『Recreation』                                    | 2008年5月21日  | AVCD-32104                  |                        |
| 茉奈 佳奈         | 『ふたりうた』                                    | 2009年1月14日  | UPCH-20134                  |                        |
| 島倉千代子        | 『エンカのチカラ -GREAT 80's-』                   | 2009年4月22日  | COCP-35549                  |                        |
| 徳永英明          | 『VOCALIST 4』                                    | 2010年4月20日  | UMCK-9330 (初回限定盤A)     |                        |
| 徳永英明          | 『VOCALIST 4』                                    | 2010年4月20日  | UMCK-9331 (初回限定盤B)     |                        |
| 徳永英明          | 『VOCALIST 4』                                    | 2010年4月20日  | UMCK-1352 (通常盤)          |                        |
| 岩佐美咲          | 『リクエスト・カバーズ』                          | 2010年4月20日  | TKCA-74010 (初回生産限定盤) |                        |
| 岩佐美咲          | 『リクエスト・カバーズ』                          | 2010年4月20日  | TKCA-74015 (通常盤)         |                        |
| May J.            | 『Sweet Song Covers』                             | 2016年3月16日  | RZCD-86053/B (CD+DVD)       |                        |
| May J.            | 『Sweet Song Covers』                             | 2016年3月16日  | RZCD-86054/B (CD+Blu-ray)   |                        |
| May J.            | 『Sweet Song Covers』                             | 2016年3月16日  | RZCD-86055 (CD)             |                        |
| 荒牧陽子          | 『リスペクト! 〜私が昭和を歌ったらこんな感じ!〜』 | 2019年11月15日 | RXFS-101                    |                        |

- カバーではないが、斉藤由貴が「卒業」で歌手デビューする時に、オーディションで本楽曲も歌っており、プロデューサーの長岡和弘によれば「卒業」の作詞者松本隆と作曲者の筒美京平の二人とも本楽曲が心に響いたという[7]。
- 嘉門達夫（現・嘉門タツオ）のデュエット替え唄メドレーに、本楽曲のワンフレーズが使用されている[8]。
- 2023年4月より放送されているマクドナルドのCMにおいて中島颯太が本楽曲のワンフレーズを歌っている。ロングバージョン（レコーディング時の模様、60秒）も公開されている[6]。